# Sint-Bonifatiuskerk (Heidelberg)
De Sint-Bonifatiuskerk is een katholieke kerk in Heidelberg (Baden-Württemberg). De kerk werd van 1899 tot 1903 naar een ontwerp van Ludwig Maier als een neoromaanse basiliek met dwarsschip met een dubbel torenfront gebouwd.

## Geschiedenis

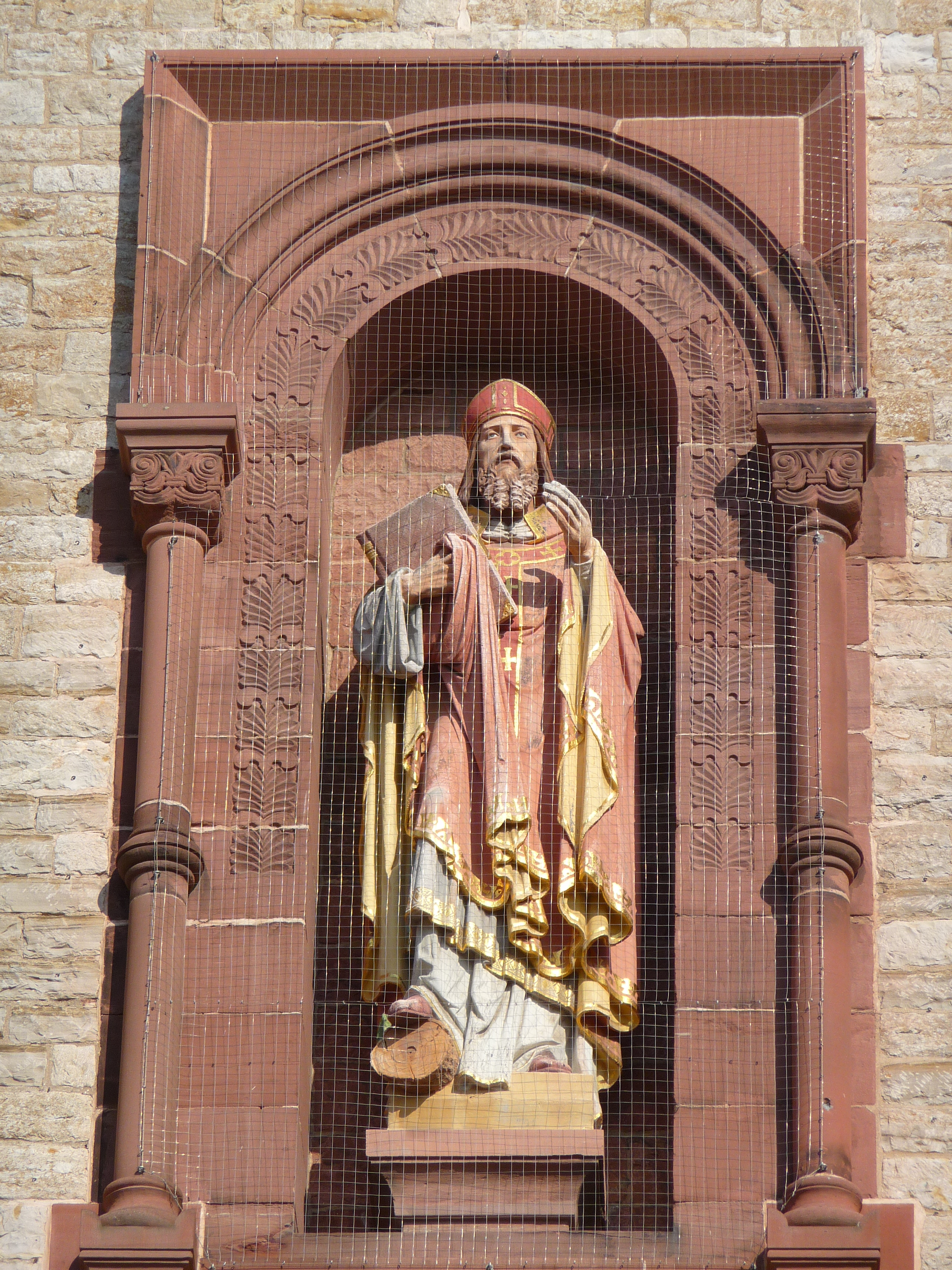
Het beeld van de patroonheilige aan de linker toren

Tot de 19e eeuw was er in Heidelberg, een centrum van de reformatie, slechts één katholiek kerkgebouw: de Jezuïetenkerk. Tegen het einde van de 19e eeuw werd ten westen van de oude stad een nieuw woongebied aangelegd. Voor dit nieuwe woongebied werd van het begin af zowel een protestantse als een katholieke kerk gepland met elk een markant plein voor de kerk. 
De Bonifatiuskerk werd op 19 oktober 1903 ingewijd.
In 1976 werd een binnenrenovatie van de kerk uitgevoerd, terwijl in de periode 2005-2009 het exterieur werd gerenoveerd. Sindsdien komt vooral het contrast van de lichte kalksteen met de rode zandsteen weer goed tot zijn recht.

## Beschrijving
De drieschepige basiliek is geïnspireerd op de Rijnlandse romaanse architectuur, zoals de Sint-Kastorkerk te Koblenz.
Het kerkschip kent vier traveeën. De zijschepen en de apsis hebben gewelven, terwijl het hoofdschip een rijk versierd en beschilderd cassettenplafond kent.

## Orgel
Het orgel van de kerk werd in 1964 door de orgelbouwfirma Mönch uit Überlingen gebouwd en in de jaren 1991–1992 door de bouwer gereviseerd. Het instrument bezit 52 registers (3536 pijpen).

## Afbeeldingen

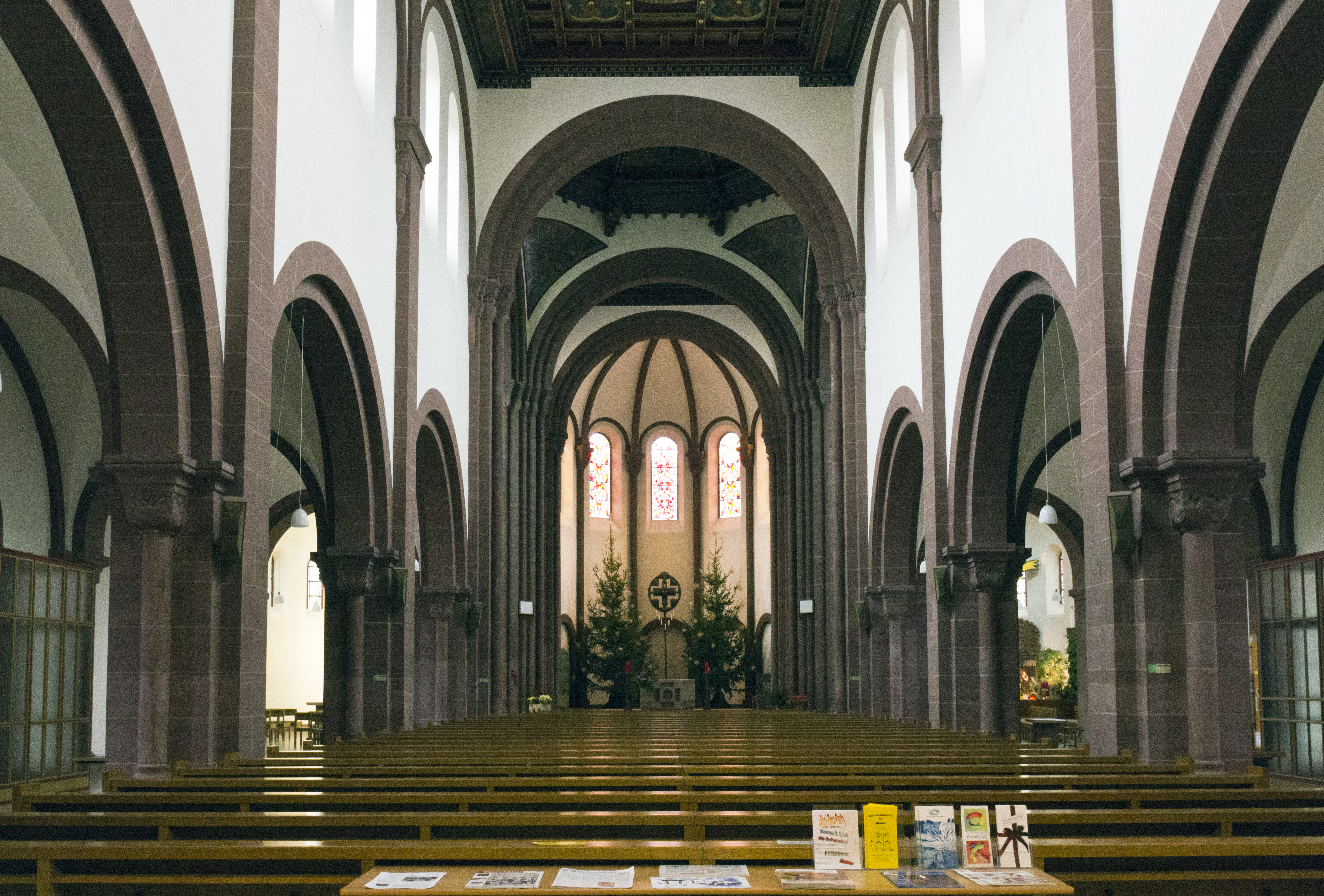
Overzicht interieur
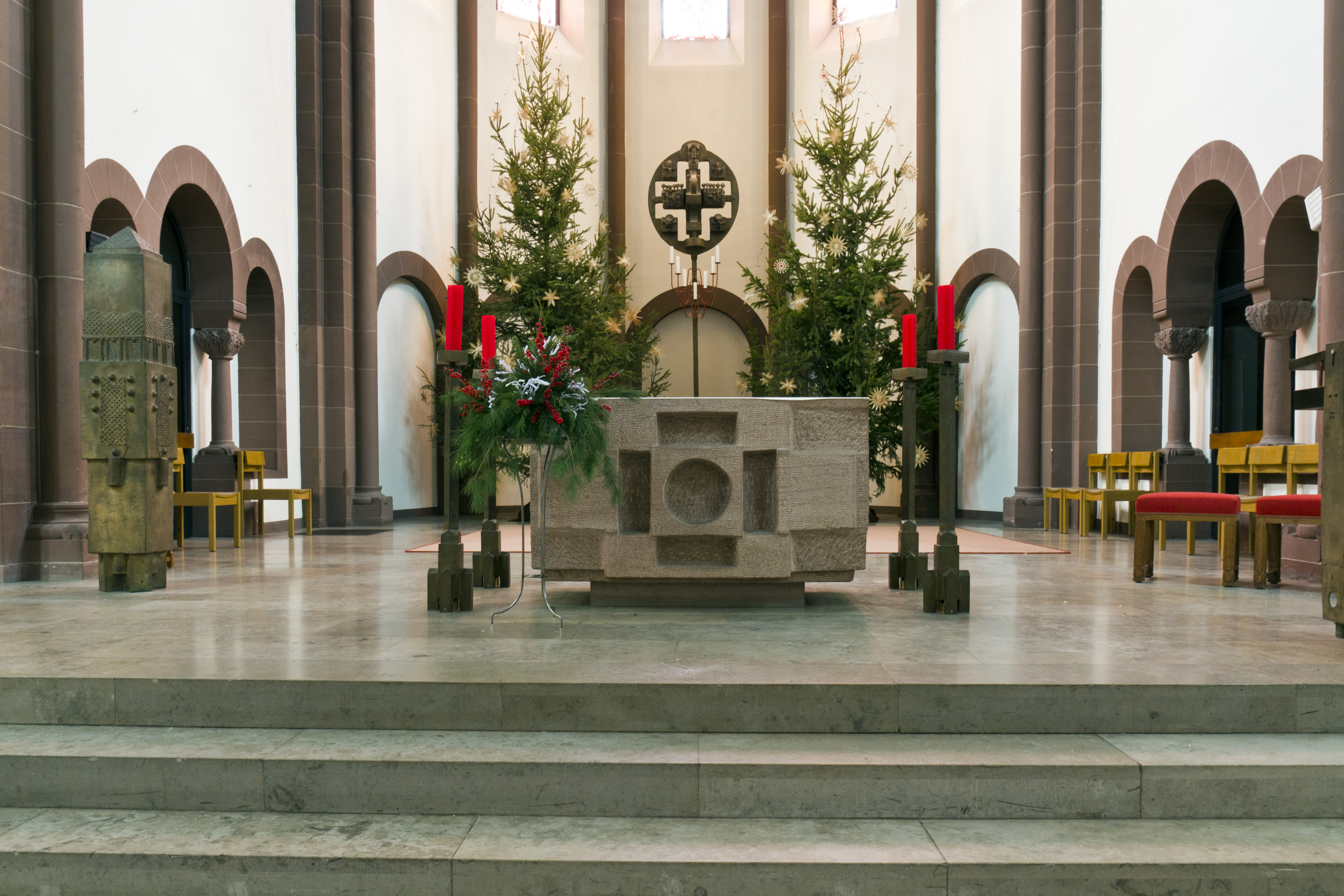
Altaar
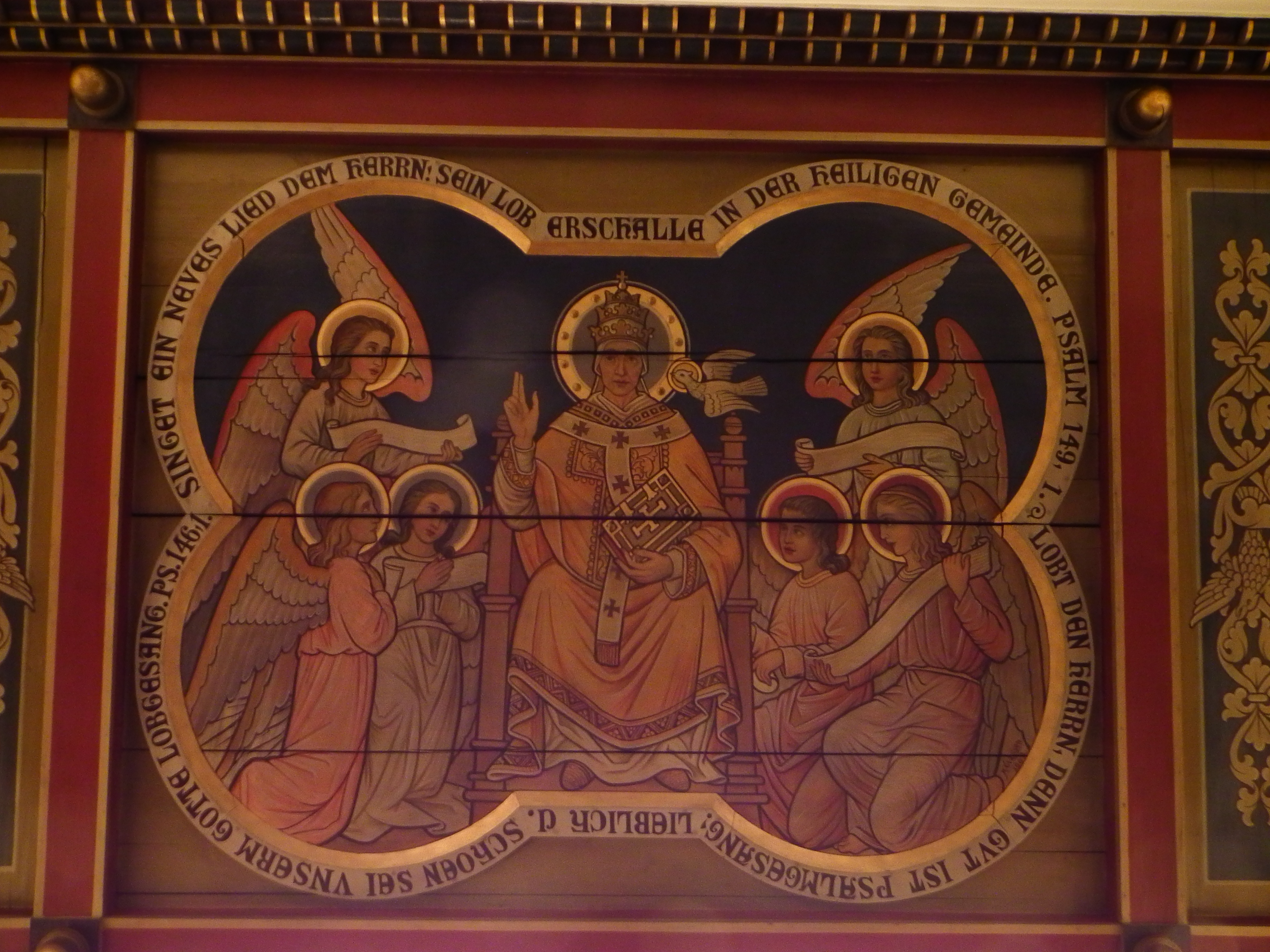
Detail cassettenplafond
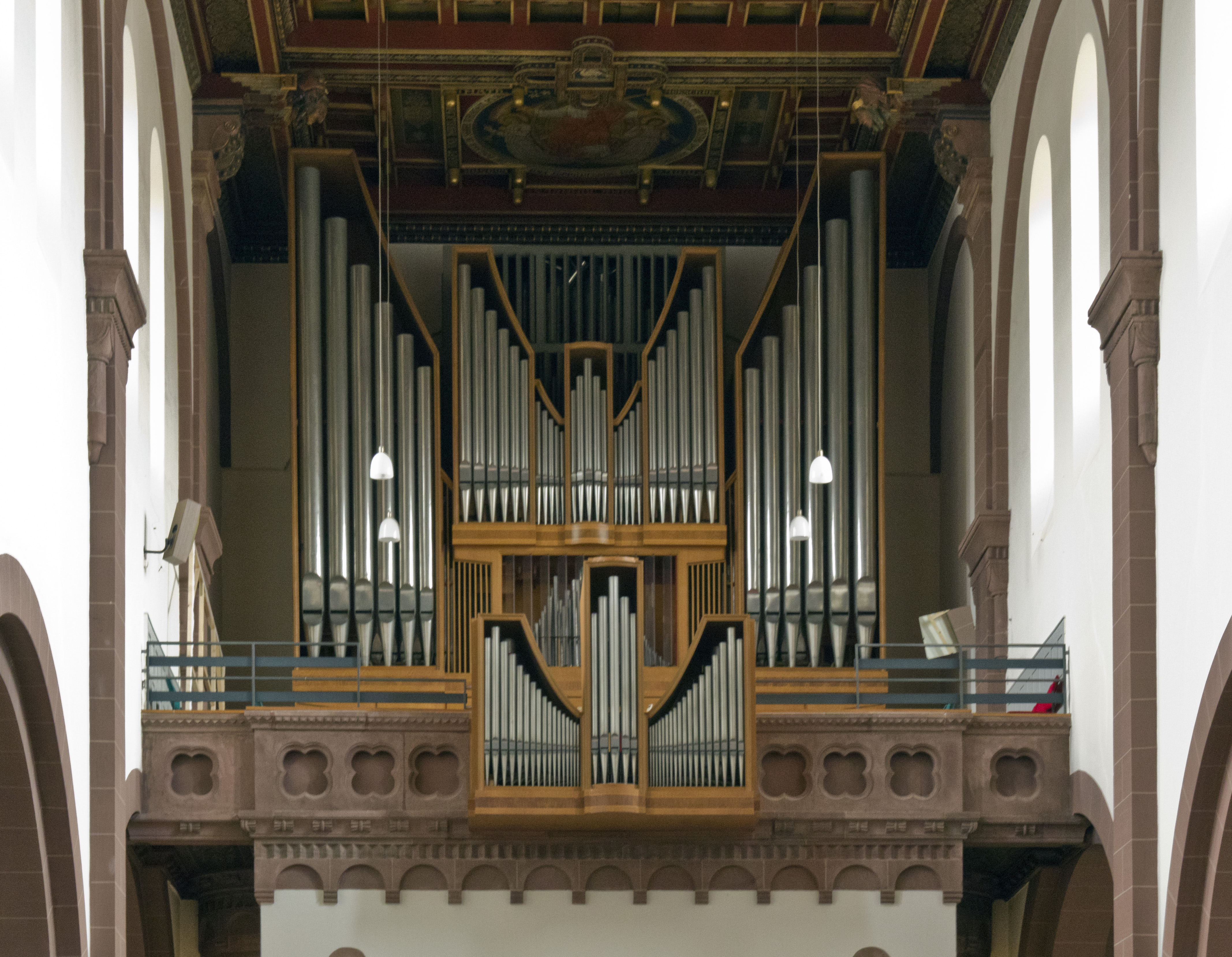
Orgel
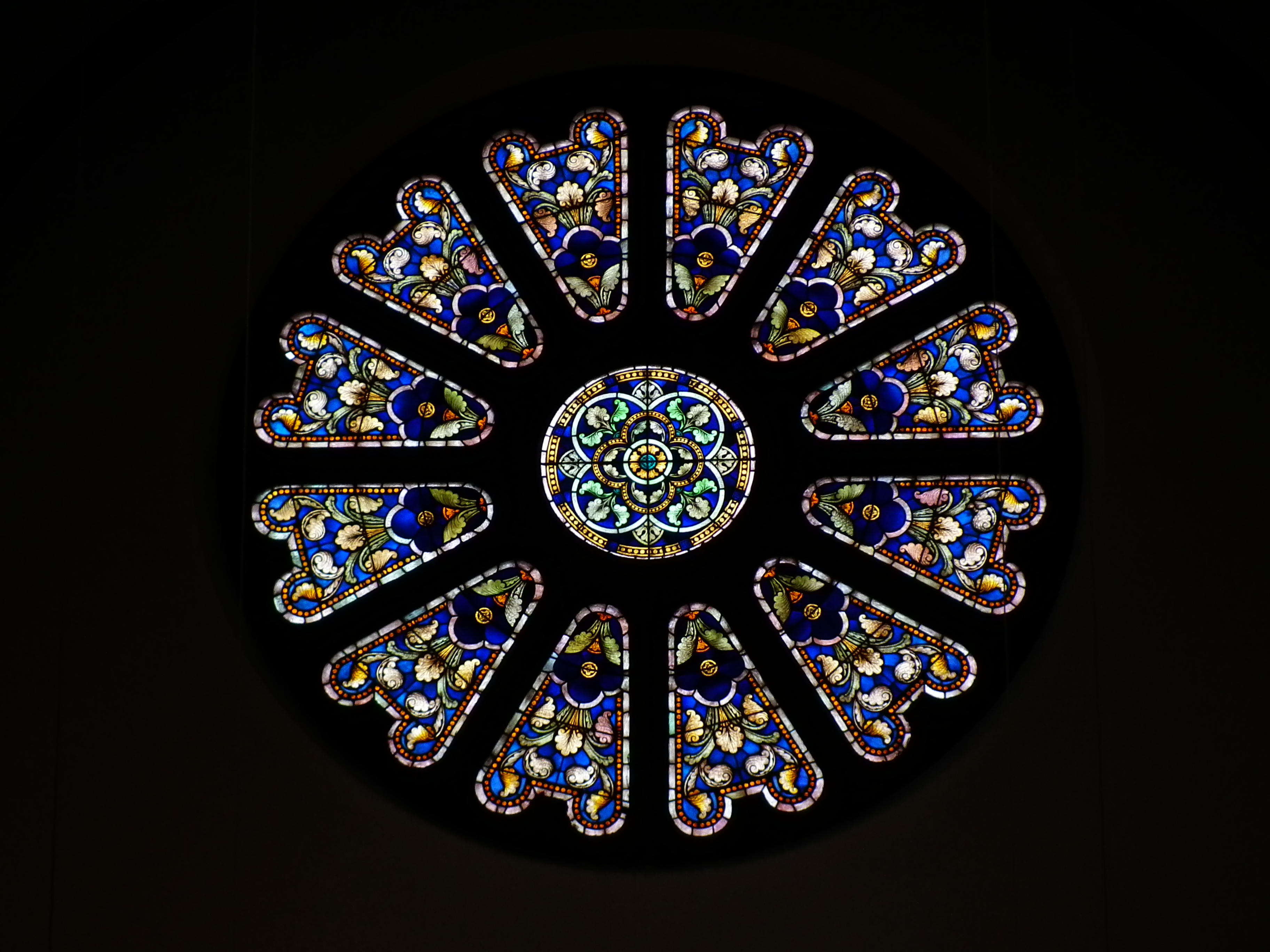
Roosvenster